# Sexy Sadie
A Sexy Sadie az angol rockegyüttes, a The Beatles dala az 1968-as az azonos nevet viselő dupla albumról. A dalt John Lennon írta Indiában, és Lennon–McCartney szerzeményként hivatkoznak rá. Lennon a dalt a Beatles indiai tartózkodása alatt írta, válaszként Maharisi Mahes jógi állítólagos szexuális nyomulására Mia Farrow színésznő felé. A dalt a diss track korai példájának tekintik.

## A dal szerkezete
Lennon eredetileg a Maharishi címet szerette volna adni a dalnak, de George Harrison kérésére Sexy Sadie-re változtatta a címet. Lennon kiábrándult miután Maharishi Mahesh Yogi állítólag szexuális nyomulást tett Mia Farrow felé. A lány olyan tanfolyamon vett részt, amelyet Maharishi tartott az indiai Risikésben lévő ashramjában. Harrison, Paul McCartney és Cynthia Lennon később azt állították, hogy szerintük a történet, amely Alexis Mardastól, más néven "Magic Alextől" származott csak kitalálció volt. Lennon egyszer ezt mondta a dalról: "Ezt a dalt Maharishi ihlette. Akkor írtam, amikor bepakoltuk a csomagjainkat és indultunk. Ez volt az utolsó szám, amit Indiából való távozásom előtt írtam. Csak "Sexy Sadie"-nek hívtam, ahelyett, hogy ( azt énekelném) 'Maharishi mit csináltál, bolondot csináltál...' Csak arra használtam a helyzetet, hogy dalt írjak, inkább számvetést végezzek, de egyben arra is, hogy kifejezzem, amit éreztem. Rossz szájízzel hagytam el a Maharishit. Úgy tűnik, hogy az elválásaim nem mindig olyan szépek, mint amilyennek szeretném." Azt mondta egy Rolling Stone interjúban, hogy amikor Maharishi megkérdezte, miért megy el, azt válaszolta: "Nos, ha ennyire kozmikus vagy, akkor tudni fogod miért."
Miután visszatért Indiából, Lennon belekarcolta a dalszöveget egy fadarabba, amelynek eredeti címe Maharishi volt. Harrison elmondása szerint a The Beatles Anthology dokumentumfilm rendezőjének változatában a szerzemény felvett változata csak azután változott meg, hogy ő ahhoz ragaszkodott, hogy ha a dal felkerül az albumra, akkor meg kell változtatni a nevét, és rávette Lennont, hogy nevezze át Sexy Sadie-re. Derek Taylornak eszébe jutott, hogy egyszer Lennon a fát vakargatta az Apple irodájában. A fa végül Maureen Starkey birtokába került, amelyet később eladtak egy Beatles-gyűjtőnek.
Mark Lewisohn The Complete Beatles Recording Sessions című műve szerint az eredeti változat, amelyet Lennon bemutatott a banda többi tagjának így hangzott:"Maharishi, you little twat/Who the fuck do you think you are?/Who the fuck do you think you are?/Oh, you cunt."
A dal hangszeres változata eredetileg 39 másodperccel hosszabb volt, és a középső rész bontásban szerepelt. Ezt keverés előtt átszerkesztették.
Egy 1968-as Rolling Stone interjúban Lennon a dalt a Smokey Robinson and the Miracles együttes I've Been Good to You című dalához hasonlította. A Miracles dal a "Look what you've done/You made a fool out of someone" sorokkal kezdődik, addig a Sexy Sadie esetében a "What have you done?/You made a fool of everyone" sorokként hallható.

## Öröksége
A megjelenés 50. évfordulójával egy időben Jacob Stolworthy, a The Independent munkatársa a Sexy Sadie-t a hatodik helyre sorolta a Fehér Album számainak rangsorában. A dalról így írt: „A „Sexy Sadie” a mai napig keserédes megvetéstől csöpög, hangulatos utolsó percében – a Radiohead Karma Police-ját és az Arctic Monkeys Four Out of Five-ját inspirálva – sikerül kitörni a szőrszálakat, bármennyire is. sokszor hallottad." Szintén 2018-ban a Time Out folyóirat a Sexy Sadie-t a 14. helyre sorolta a legjobb Beatles-dalok listáján.
George Harrison évekkel később így nyilatkozott: "Most, történelmileg, ott van az a történet, hogy történt valami, aminek nem lett volna szabad – de semmi sem történt meg." 1992-ben Harrison egy jótékonysági koncertet adott a Maharishihoz kapcsolódó Természetjogi Pártnak, majd később bocsánatot kért a Maharishival való bánásmódért, mondván: "Nagyon fiatalok voltunk" és "Valószínűleg a történelemkönyvekben szerepel, hogy Maharishi próbálta megtámadni Mia Farrow-t – de ez baromság, az egész történet egy baromság." Cynthia Lennon 2006-ban azt írta, hogy "utált távozni a viszály és a bizalmatlanság jegyében, amikor olyan sok kedvességet élveztünk Maharishitól". Arra a kérdésre, hogy megbocsát-e a Beatlesnek, Maharishi azt válaszolta: "Soha nem tudnék ideges lenni az angyalok miatt." McCartney 2007-ben magával vitte lányát, Stellát, hogy meglátogassa a Hollandiában tartózkodó Maharishit, aki megújította egykori barátságukat.

## Közreműködött
Ian Macdonald szerint:
- John Lennon – duplázott ének, akusztikus gitár, elektromos ritmusgitár, Hammond-orgona
- Paul McCartney – vokál, basszusgitár, zongora
- George Harrison – vokál, szólógitár
- Ringo Starr – dob, csörgődob

## Hatása
- Ringo Starr utalást tesz a dalra az 1973-as azonos nevet viselő albumán megtalálható Devil Woman, valamint az 1981-es Stop and Smell the Roses albumán szereplő Drumming Is My Madness szövegében.
- George Harrison is hivatkozott a dalra az 1974-es Dark Horse című albumán található Simply Shady-ben.
- A dal ihlette a 2007-es Across the Universe – Csak a szerelem kell című Beatles-témájú film egyik szereplőjének nevét, Sadie-t (akit Dana Fuchs alakít).
- A Sexy Sadie együttes erről a dalról kapta a nevét.
- A Radiohead  Karma Police című dalának fő zongora riffjét a Beatles-dal zongoraszólama ihlette.[16]

## Feldolgozások
Amikor a Mojo magazin 2008-ban kiadta a The White Album Recovered című albumot, amely a Beatles albumok folyamatos CD-sorozatának része és a számonként modern előadók dolgozzák fel, akkor ezt a számot Rachel Unthank és a Winterset dolgozta fel. A lemezen ugyanennek a dalnak egy bónusz változata is szerepelt Paul Weller előadásában.
A dalt Anderson.Paak is feldolgozta Kush Mody producer a Creature Comforts 2014-es első albumán.

## Fordítás
Ez a szócikk részben vagy egészben  a   Sexy Sadie című angol Wikipédia-szócikk fordításán alapul.  Az eredeti cikk szerkesztőit annak laptörténete sorolja fel. Ez a jelzés csupán a megfogalmazás eredetét és a szerzői jogokat jelzi, nem szolgál a cikkben szereplő információk forrásmegjelöléseként.

## Külső hivatkozás
Allan W. Pollack megjegyzései a Sexy Sadie dalról